# Juan Yagüe

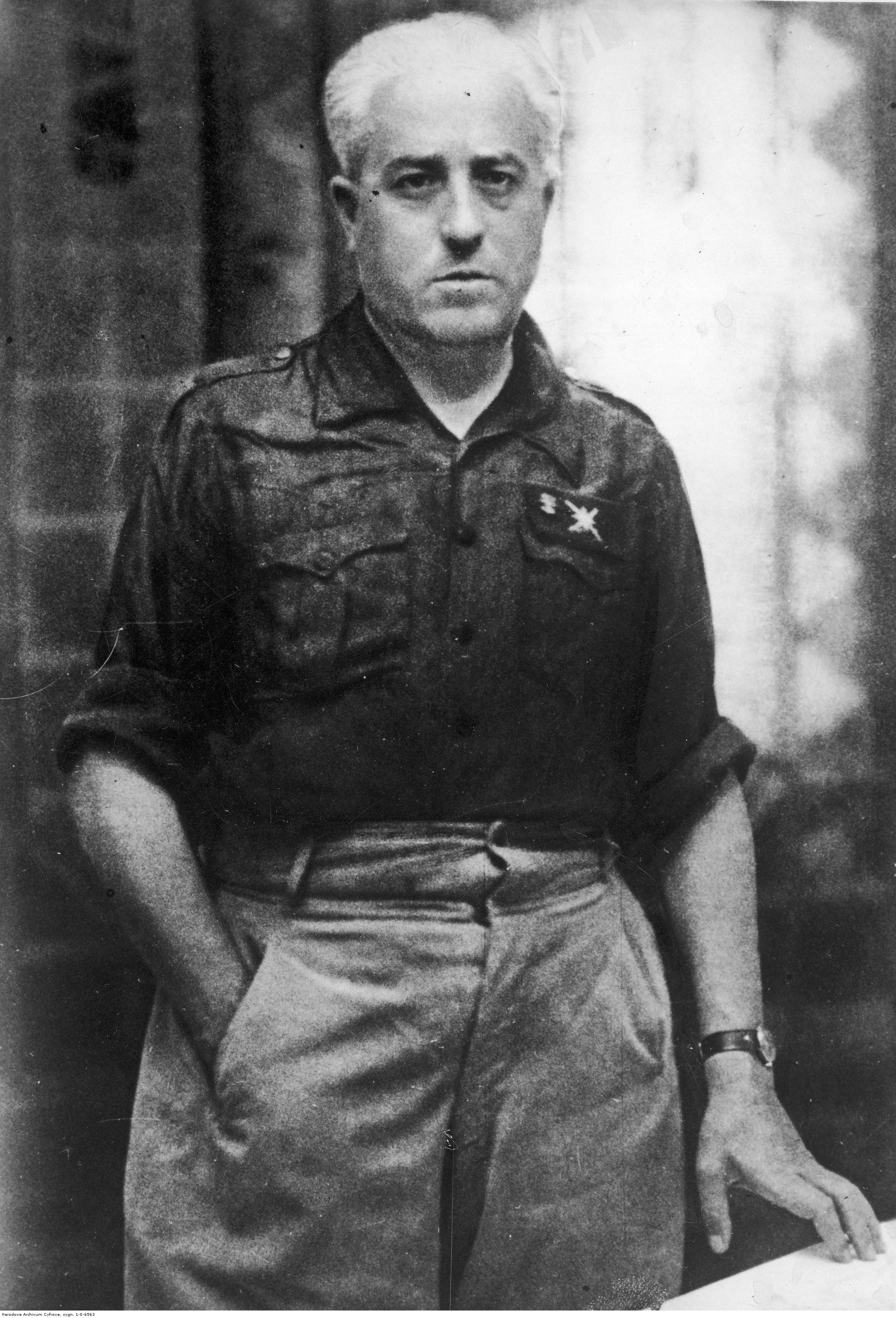
Juan Yagüe um 1939

Juan Yagüe Blanco (* 9. November 1891 in San Leonardo, Provinz Soria; † 21. Oktober 1952 in Burgos) war ein General der spanischen Armee. Er kämpfte während des Spanischen Bürgerkriegs aufseiten der rechtsgerichteten Putschisten unter Francisco Franco.

## Leben
Juan Yagüe war Sohn eines Arztes und trat bereits sehr jung in die Infanterieakademie von Toledo ein, wo er den Kadetten Francisco Franco kennenlernte. Sie dienten zusammen in Marokko, wo Yagüe mehrmals verletzt wurde und mehrere Auszeichnungen erhielt. 1932 wurde Yagüe in den Rang eines Oberstleutnants befördert. 1934 nahm er an der Seite von General Franco und General López Ochoa an der von der republikanischen Regierung angeordneten Niederschlagung der Revolte in Asturien teil. Politisch unterstützte er die Falange seines Freundes José Antonio Primo de Rivera.
Kurz vor dem pronuniciamento, mit welchem der Spanische Bürgerkrieg begann, wur
Nach dem Wahlsieg des Frente Popular und der Abwahl des Präsidenten Niceto Alcalá-Zamora im Mai 1936 (Nachfolger: Manuel Azaña), beteiligte er sich an der Verschwörung unter den Generälen Emilio Mola, Francisco Franco, Gonzalo Queipo de Llano und José Sanjurjo. Am 17. Juli 1936 begann der Aufstand der Militärs. Die von Yagüe befehligten Truppen übernahmen die Macht in Ceuta und überquerten daraufhin die Straße von Gibraltar, um sich mit den anderen nationalistischen Truppen unter General Queipo de Llano in Sevilla zu vereinigen. Seine Truppen (3.000 Mann) eroberten Mérida und griffen am 14. August die Stadt Badajoz an. Es kam zu schweren Verlusten auf beiden Seiten.
Nach seinem Sieg in Badajoz wurde Yagüe zum Oberst befördert. Er setzte seine Truppen in Richtung Madrid in Marsch und eroberte in schneller Folge unter anderem die Städte Trujillo, Navalmoral de la Mata und Talavera de la Reina. Auf seinen Befehl hin wurden zahlreiche republikanische Gefangene erschossen. Seine Offensive Richtung Madrid wurde Anfang September 1936 abgebrochen und er erhielt von Franco den Befehl, den nationalistischen Kräften unter Oberst José Moscardó in Toledo zu Hilfe zu eilen (Belagerung des Alcázars von Toledo). Yagüe war mit dieser Entscheidung nicht einverstanden und wurde durch José Enrique Varela ersetzt. Bis 1937 kämpfte er bei der Belagerung von Madrid.
Yagüe wurde Anfang 1938 für die Aragonoffensive abgestellt, wo er die Städte Belchite, Caspe und Lleida einnahm. Er spielte eine herausragende Rolle während der Ebroschlacht im gleichen Jahr und zog mit seinen siegreichen Truppen als Erster in Barcelona ein.
Nach dem Sturz der Republik im März 1939 wurde er zum General befördert. Zwischen dem 9. August 1939 und dem 27. Juni 1940 war er Luftfahrtminister. 1943 wurde er Befehlshaber des VI. Militärbezirks bei Burgos, wo er am 21. Oktober 1952 60-jährig starb.

## Anerkennungen
Zu seinen Ehren wurde sein Geburtsort San Leonardo, Provinz Soria, in San Leonardo de Yagüe umbenannt und dort ein Denkmal errichtet. Gemäß dem Ley de Memoria Histórica wurde es im Mai 2009 abgebaut.